# Želmíra
Želmíra (varianta jména  Želimíra) je ženské křestní jméno (jiho)slovanského původu a jeho význam je „ta, která si přeje mír“ nebo též „přející si mír“. Podle českého kalendáře má svátek 23. května. Mužskou obdobou tohoto jména je Želmír nebo Želimír.

## Zdrobněliny
Žela, Želka, Želča, Želuš, Želuška, Želina, Želinka, Želma, Míra, Mirka, Zelma

## Statistické údaje
Následující tabulka uvádí četnost jména v ČR a pořadí mezi ženskými jmény ve srovnání několika roků, pro které jsou dostupné údaje MV ČR – lze z ní tedy vysledovat trend v užívání tohoto jména:
| Rok       | Četnost               | Pořadí |
| 2010      | 114                   |        |
| 2011      | 116                   |        |
| 2012      | 89                    |        |
| 2013      | 89                    |        |
| 2014      | 90                    |        |
| 2015      | 87                    |        |
| 2016      | 87                    | 1121   |
| Porovnání | Mírně klesající trend |        |

## Známé nositelky jména
- Želmíra Gašparíková – slovenská jazykovědkyně, knihovnice a bibliografka
- Želmíra Kálalová – provdaná Richtová, za protektorátu členka levicově orientované odbojové organizace Předvoj, po druhé světové válce historička.
- Želmíra Živná – bývalá redaktorka časopisu Svět v obrazech